# Антонов, Алексей Геннадьевич
Алексе́й Генна́дьевич Анто́нов (укр. Олексій Геннадійович Антонов; 8 мая 1986, Павлоград, Днепропетровская область) — украинский футболист, нападающий. Выступал за сборную Украины.
Кроме того, выступал за юношеские сборные Украины до 17 и до 19 лет, а также за молодёжную сборную до 21 года. В 2011 году дебютировал в национальной сборной Украины.

## Биография
Воспитанник павлоградской ДЮСШ «Самара», тренировался под руководством своего отца Геннадия Ильича Антонова. Позже стал воспитанником днепропетровского спортинтерната и клуба «Днепр».

### Клубная карьера
Профессиональную карьеру начал в 2003 году в клубе «Днепр-2».
Летом 2004 года перешёл в краснодарскую «Кубань», в составе которой затем выступал до 2007 года, проведя за это время 5 матчей и забив 1 гол за основной состав в чемпионате и 3 матча в розыгрышах Кубка России. Помимо этого, в 2004 году сыграл 9 матчей и забил 2 мяча за резервный состав «Кубани» в турнире дублёров РФПЛ. Вместе с которой завоевал серебряные медали Первого дивизиона России.
В марте 2007 года был отдан в аренду до конца сезона с правом выкупа харьковскому «Металлисту», который по окончании сезона, летом 2007 года, воспользовался правом выкупа игрока и заключил с Алексеем полноценный контракт на 3 года. В составе «Металлиста» стал бронзовым призёром чемпионата Украины 2006/07. В начале 2008 года был отдан в аренду луганской «Заре». В июле 2008 года получил серьёзную травму — разрыв связки, из-за чего выбыл из строя на длительное время.
Летом 2010 года перешёл в мариупольский «Ильичёвец». Летом 2011 года стал игроком днепропетровского «Днепра», в составе которого в 2 стартовых матчах забил 4 гола. После этого уже не забивал. Во время зимнего трансферного окна 2011/12 был отдан в аренду в «Кривбасс». 1 июля 2013 года перешёл в одесский «Черноморец» подписав контракт на 1 год с возможностью продления контракта. 10 июля в матче за Суперкубок Украины 2013 в Одессе, Алексей вышел в стартовом составе и забил свой первый гол в дебютном матче за «моряков». В сезоне 2013/2014 гг. стал лучшим бомбардиром «Черноморца» в суперкубке и чемпионате Украины, а также по сумме всех турниров, в которых играла одесская команда.
В июне 2014 года подписал контракт с казахстанским «Актобе», сроком на 2,5 года. Антонов довольно органично вписался в состав казахстанского «Актобе», что подтверждает его голевая статистика — 13 забитых мячей в 31-м официальном матче за «Актобе».
В июне 2015 года подписал контракт с ФК «Габала».

### Карьера в сборной
Играл в составе юношеской сборной Украины до 17 лет, за которую провёл 17 матчей и забил 9 мячей. Выступал за сборную до 19 лет. С 2007 года выступал и за молодёжную сборную Украины (до 21 года), сыграл 9 матчей, в которых забил 4 гола.
Впервые в национальную сборную Украины Антонов был вызван Олегом Блохиным на товарищеский матч против Швеции, который состоялся 10 августа 2011 года в Харькове. Антонов вышел в этом матче на замену во втором тайме. Второй раз за сборную он сыграл при Михаиле Фоменко. В мае 2014 года был вызван на подготовительный сбор, в рамках которого проходила встреча со сборной Нигера. Антонов вышел в старте, был заменен в перерыве.

### Тренерская карьера
В мае 2020 года стал помощником главного тренера «Черноморца» Сергея Ковальца. После отставки Ковальца, в марте 2021 года был назначен на должность главного тренера команды

## Достижения
«Кубань»
- Серебряный призёр Первого дивизиона России: 2006

«Металлист»
- Бронзовый призёр чемпионата Украины (2): 2006/07, 2009/10

«Черноморец» (Одесса)
- Финалист Кубка Украины: 2012/13
- В списках лучших футболистов Украины[укр.]: 2013 — № 3 (нападающий)

«Актобе»
- Серебряный призёр чемпионата Казахстана: 2014

«Габала»
- Бронзовый призёр чемпионата Азербайджана: 2015